# Bèthpoi (Alts Pirineus)
Bèthpoi (de l'occità gascó bèth "bell" i poi "puig"; en francès Betpouy) és un municipi francès situat al departament dels Alts Pirineus i a la regió d'Occitània.

## Demografia
| 1962                                       | 1968 | 1975 | 1982 | 1990 | 1999 | 2007 |
| ------------------------------------------ | ---- | ---- | ---- | ---- | ---- | ---- |
| 52                                         | 69   | 65   | 68   | 81   | 72   | 80   |
| Des de 1962: població sense dobles comptes |      |      |      |      |      |      |

## Administració
| Període | Identitat         | Partit |
| ------- | ----------------- | ------ |
| 2001-   | Jean Marc Verdier |        |